# Françoise Dürr
Françoise Dürr   (Alger, 25 de desembre de 1942) és una tennista professional francesa retirada.
Va ser una de les millors tennistes de les dècades de 1960 i 1970, en què va guanyar més de cinquanta títols individuals i seixanta de dobles femenins. Va disputar vint-i-set finals de Grand Slam, una individual, divuit en dobles femenins i vuit en dobles mixts; va guanyart un total de dotze títols de Grand Slam entre totes tres categories.
Entre els seus èxits destaquen els cinc títols de Roland Garros conquerits de forma consecutiva en dobles femenins entre 1967 i 1971. Aquesta fita era inèdita en aquell moment, però va ser igualada posteriorment per Martina Navrátilová i Gigi Fernández.
Va formar part de l'equip francès de la Copa Federació en diverses eliminatòries, però no va poder conduir l'equip fins a la final.

## Biografia
Es va casar amb l'executiu estatunidenc Boyd Browning l'any 1975, i es va traslladar als Estats Units. Van tenir dos fills anomenats Nicholas (1980) i Jessica (1985). La família es va establir a París l'any 1992.
L'any 1993 va ser nomenada directora tècnica de tennis femení per la federació francesa (FFT). També va ser capitana de l'equip francès de Copa Federació entre els anys 1993 i 1997, any en el qual van guanyar el títol per primera vegada. Va deixar els seus càrrecs a la federació l'any 2002.
La WTA li va concedir el guardó Honorary Membership Award l'any 1998 per la seva contribució al tennis femení professional. L'any 2003 fou inclosa a l'International Tennis Hall of Fame i també va rebre la distinció d'Oficial de l'Orde Nacional del Mèrit l'any 2009.

## Torneigs de Grand Slam

### Individual: 1 (1−0)
| Resultat   | Núm. | Any  | Torneig                  | Oponent       | Marcador      |
| ---------- | ---- | ---- | ------------------------ | ------------- | ------------- |
| Guanyadora | 1.   | 1967 | Internationaux de France | Lesley Turner | 4−6, 6−3, 6−4 |

### Dobles femenins: 18 (7−11)
| Resultat   | Núm. | Any  | Torneig                      | Parella          | Oponents                         | Marcador      |
| ---------- | ---- | ---- | ---------------------------- | ---------------- | -------------------------------- | ------------- |
| Finalista  | 1.   | 1965 | Internationaux de France     | Janine Lieffrig  | Margaret Court Lesley Turner     | 3−6, 1−6      |
| Finalista  | 2.   | 1965 | Wimbledon                    | Janine Lieffrig  | Maria Bueno Billie Jean King     | 2−6, 5−7      |
| Guanyadora | 1.   | 1967 | Internationaux de France     | Gail Chanfreau   | Annette Van Zyl Pat Walkden      | 6−2, 6−2      |
| Guanyadora | 2.   | 1968 | Internationaux de France (2) | Ann Haydon-Jones | Rosemary Casals Billie Jean King | 7−5, 4−6, 6−4 |
| Finalista  | 3.   | 1968 | Wimbledon (2)                | Ann Haydon-Jones | Rosemary Casals Billie Jean King | 6−3, 4−6, 5−7 |
| Guanyadora | 3.   | 1969 | Roland Garros (3)            | Ann Haydon-Jones | Nancy Richey Margaret Court      | 6−0, 4−6, 7−5 |
| Guanyadora | 4.   | 1969 | US Open                      | Darlene Hard     | Margaret Court Virginia Wade     | 0−6, 6−3, 6−4 |
| Guanyadora | 5.   | 1970 | Roland Garros (4)            | Gail Chanfreau   | Rosemary Casals Billie Jean King | 6−1, 3−6, 6−3 |
| Finalista  | 4.   | 1970 | Wimbledon (3)                | Virginia Wade    | Rosemary Casals Billie Jean King | 2−6, 3−6      |
| Guanyadora | 6.   | 1971 | Roland Garros (5)            | Gail Chanfreau   | Helen Gourlay Kerry Harris       | 6−4, 6−1      |
| Finalista  | 5.   | 1971 | US Open                      | Gail Chanfreau   | Rosemary Casals Judy Tegart      | 3−6, 3−6      |
| Finalista  | 6.   | 1972 | Wimbledon (4)                | Judy Tegart      | Billie Jean King Betty Stöve     | 2−6, 6−4, 3−6 |
| Guanyadora | 7.   | 1972 | US Open (2)                  | Betty Stöve      | Margaret Court Virginia Wade     | 6−3, 1−6, 6−3 |
| Finalista  | 7.   | 1973 | Roland Garros (2)            | Betty Stöve      | Margaret Court Virginia Wade     | 2−6, 3−6      |
| Finalista  | 8.   | 1973 | Wimbledon (5)                | Betty Stöve      | Rosemary Casals Billie Jean King | 1−6, 6−4, 5−7 |
| Finalista  | 9.   | 1974 | US Open (2)                  | Betty Stöve      | Rosemary Casals Billie Jean King | 6−7, 7−6, 4−6 |
| Finalista  | 10.  | 1975 | Wimbledon (6)                | Betty Stöve      | Ann Kiyomura Kazuko Sawamatsu    | 5−7, 6−1, 5−7 |
| Finalista  | 11.  | 1979 | Roland Garros (3)            | Virginia Wade    | Betty Stöve Wendy Turnbull       | 6−2, 5−7, 4−6 |

### Dobles mixts: 8 (4−4)
| Resultat   | Núm. | Any  | Torneig                  | Parella             | Oponents                       | Marcador      |
| ---------- | ---- | ---- | ------------------------ | ------------------- | ------------------------------ | ------------- |
| Guanyadora | 1.   | 1968 | Internationaux de France | Jean-Claude Barclay | Billie Jean King Owen Davidson | 6−1, 6−4      |
| Finalista  | 1.   | 1969 | Roland Garros            | Jean-Claude Barclay | Margaret Court Marty Riessen   | 3−6, 2−6      |
| Finalista  | 2.   | 1969 | US Open                  | Dennis Ralston      | Margaret Court Marty Riessen   | 4−6, 5−7      |
| Finalista  | 3.   | 1970 | Roland Garros (2)        | Jean-Claude Barclay | Billie Jean King Bob Hewitt    | 6−3, 4−6, 2−6 |
| Guanyadora | 2.   | 1971 | Roland Garros (2)        | Jean-Claude Barclay | Winnie Shaw Toomas Leius       | 6−2, 6−4      |
| Finalista  | 4.   | 1972 | Roland Garros (3)        | Jean-Claude Barclay | Evonne Goolagong Kim Warwick   | 2−6, 4−6      |
| Guanyadora | 3.   | 1973 | Roland Garros (3)        | Jean-Claude Barclay | Betty Stöve Patrice Dominguez  | 6−1, 6−4      |
| Guanyadora | 4.   | 1976 | Wimbledon                | Tony Roche          | Rosemary Casals Dick Stockton  | 6−3, 2−6, 7−5 |

## Palmarès

### Individual: 36 (16−20)
| Títols per superfície |
| --------------------- |
| Dura (1−6)            |
| Gespa (3−3)           |
| Terra batuda (9−5)    |
| Moqueta (3−5)         |

| Resultat   | Núm. | Data                   | Torneig                              | Superfície   | Oponent            | Marcador            |
| ---------- | ---- | ---------------------- | ------------------------------------ | ------------ | ------------------ | ------------------- |
| Finalista  | 1.   | 9 de març de 1965      | Port-of-Spain, Trinitat i Tobago     | Terra batuda | Lesley Turner      | 5−7, 2−6            |
| Guanyadora | 1.   | 19 de juny de 1965     | Hilversum, Països Baixos             | Terra batuda | Edda Buding        | 9−11, 7−5, 6−4      |
| Guanyadora | 2.   | 12 d'abril de 1966     | Ais de Provença, França              | Terra batuda | Jill Blackman      | 6−0, 6−2            |
| Guanyadora | 3.   | 2 de gener de 1967     | Perth, Austràlia                     | Gespa        | Rosie Casals       | 4−6, 7−5, 6−3       |
| Finalista  | 2.   | 29 de juliol de 1967   | Auckland, Nova Zelanda               | Gespa        | Rosie Casals       | 2−6, 5−7            |
| Guanyadora | 4.   | 22 de maig de 1967     | Internationaux de France, França     | Terra batuda | Lesley Turner      | 4−6, 6−3, 6−4       |
| Guanyadora | 5.   | 10 de juliol de 1967   | Båstad, Suècia                       | Terra batuda | Rosie Casals       | 7−5, 2−6, 6−2       |
| Guanyadora | 6.   | 1 d'agost de 1967      | Hamburg, Alemanya Occidental         | Terra batuda | Lesley Turner      | 6−4, 6−4            |
| Guanyadora | 7.   | 25 de setembre de 1967 | Berkeley, Estats Units               | Dura         | Carole Caldwell    | 6−3, 6−3            |
| Guanyadora | 8.   | 22 de juliol de 1969   | Gstaad, Suïssa                       | Terra batuda | Rosie Casals       | 6−4, 4−6, 6−2       |
| Finalista  | 3.   | 14 de juliol de 1969   | Ais de Provença                      | Terra batuda | Ann Haydon-Jones   | 1−6, 1−6            |
| Finalista  | 4.   | 8 de juny de 1970      | Bristol, Regne Unit                  | Gespa        | Margaret Court     | 1−6, 1−6            |
| Finalista  | 5.   | 13 de juliol de 1970   | Gstaad                               | Terra batuda | Rosie Casals       | 2−6, 7−5, 2−6       |
| Guanyadora | 9.   | 12 de novembre de 1970 | Dewar Cup Final, Londres, Regne Unit | Moqueta (i)  | Ann Haydon-Jones   | 7−6(4), 2−6, 6−2    |
| Finalista  | 6.   | 9 de febrer de 1971    | Filadèlfia, Estats Units             | Dura         | Rosie Casals       | 3−6, 6−3, 2−6       |
| Guanyadora | 10.  | 15 de febrer de 1971   | Fort Lauderdale, Estats Units        | Terra batuda | Billie Jean King   | 6−3, 3−6, 6−3       |
| Finalista  | 7.   | 10 de maig de 1971     | Hurlingham, Regne Unit               | Terra batuda | Margaret Court     | 0−6, 3−6            |
| Guanyadora | 11.  | 5 de juliol de 1971    | Gstaad (2)                           | Terra batuda | Lesley Hunt        | 6−3, 6−3            |
| Guanyadora | 12.  | 9 d'agost de 1971      | Toronto, Canadà                      | Terra batuda | Evonne Goolagong   | 6−4, 6−2            |
| Guanyadora | 13.  | 16 d'agost de 1971     | Chicago, Estats Units                | Moqueta (i)  | Billie Jean King   | 6−4, 6−2            |
| Finalista  | 8.   | 28 d'agost de 1971     | Newport, Estats Units                | Gespa        | Kerry Melville     | 3−6, 7−6, 6−7       |
| Finalista  | 9.   | 12 d'octubre de 1971   | Edimburg, Regne Unit                 | Moqueta (i)  | Evonne Goolagong   | 0−6, 4−6            |
| Finalista  | 10.  | 23 d'octubre de 1971   | Londres, Regne Unit                  | Dura (i)     | Billie Jean King   | 1−6, 7−5, 5−7       |
| Finalista  | 11.  | 8 de novembre de 1971  | Torquay, Regne Unit                  | Moqueta (i)  | Evonne Goolagong   | 1−6, 0−6            |
| Guanyadora | 14.  | 1 de desembre de 1971  | Christchurch, Nova Zelanda           | Gespa        | Billie Jean King   | 6−0, 6−3            |
| Finalista  | 12.  | 19 de gener de 1972    | Long Beach, Estats Units             | Dura         | Rosie Casals       | 2−6, 7−6(4), 3−6    |
| Finalista  | 14.  | 24 de gener de 1972    | Hingham, Estats Units                | Moqueta (i)  | Virginia Wade      | 3−6, 5−7            |
| Finalista  | 14.  | 17 d'abril de 1972     | Tucson, Estats Units                 | Dura         | Billie Jean King   | 0−6, 3−6            |
| Guanyadora | 15.  | 19 de juny de 1972     | Eastbourne, Regne Unit               | Gespa        | Judy Tegart-Dalton | 8−6, 6−3            |
| Finalista  | 15.  | 1 d'agost de 1972      | Columbus, Estats Units               | Terra batuda | Rosie Casals       | 7−6(2), 6−7(0), 0−6 |
| Finalista  | 16.  | 3 de juny de 1973      | Mobile, Estats Units                 |              | Billie Jean King   | 3−6, 5−7            |
| Guanyadora | 16.  | 17 de setembre de 1973 | Houston, Estats Units                | Moqueta (i)  | Rosie Casals       | 6−4, 1−6, 6−4       |
| Finalista  | 17.  | 27 d'octubre de 1975   | Estocolm, Suècia                     | Moqueta (i)  | Virginia Wade      | 3−6, 6−4, 5−7       |
| Finalista  | 18.  | 24 de novembre de 1975 | Osaka, Japó                          | Moqueta (i)  | Chris Evert        | 2−6, 4−6            |
| Finalista  | 19.  | 17 d'octubre de 1976   | Palm Springs, Estats Units           | Dura         | Chris Evert        | 1−6, 2−6            |
| Finalista  | 20.  | 18 de setembre de 1978 | Mont-real, Canadà                    | Dura (i)     | Caroline Stoll     | 3−6, 2−6            |

### Dobles femenins: 149 (65−84)
| Títols per superfície |
| --------------------- |
| Dura (11−16)          |
| Gespa (8−15)          |
| Terra batuda (23−20)  |
| Moqueta (22−27)       |

| Resultat   | Núm. | Data                   | Torneig                                                     | Superfície   | Parella             | Oponents                             | Marcador            |
| ---------- | ---- | ---------------------- | ----------------------------------------------------------- | ------------ | ------------------- | ------------------------------------ | ------------------- |
| Guanyadora | 1.   | 27 de març de 1961     | Montecarlo, Mònaco                                          | Terra batuda | Danièle Wild        | Carmen Coronado Christiane Mercelis  | 0−6, 8−6, 6−2       |
| Finalista  | 1.   | 8 de juliol de 1964    | Düsseldorf, Alemanya Occidental                             | Terra batuda | Janine Lieffrig     | Margaret Smith Lesley Turner         | 3−6, 10−8, 4−6      |
| Finalista  | 2.   | 9 de març de 1965      | Port-of-Spain, Trinitat i Tobago                            | Terra batuda | Norma Baylon        | Margaret Smith Lesley Turner         | 3−6, 4−6            |
| Finalista  | 3.   | 22 de març de 1965     | Caracas, Veneçuela                                          | Dura         | Norma Baylon        | Margaret Smith Lesley Turner         | 6−2, 0−6, 1−6       |
| Finalista  | 4.   | 17 de maig de 1965     | Internationaux de France, França                            | Terra batuda | Janine Lieffrig     | Margaret Smith Lesley Turner         | 3−6, 1−6            |
| Finalista  | 5.   | 31 de maig de 1965     | Lugano, Suïssa                                              | Terra batuda | Janine Lieffrig     | Sylvana Lazzarino Lea Pericoli       | 1−6, 1−6            |
| Guanyadora | 2.   | 19 de juny de 1965     | Hilversum, Països Baixos                                    | Terra batuda | Janine Lieffrig     | Judy Tegart Lesley Turner            | 8−6, 2−6, 6−4       |
| Finalista  | 6.   | 21 de juny de 1965     | Wimbledon, Regne Unit                                       | Gespa        | Janine Lieffrig     | Maria Bueno Billie Jean Moffitt      | 2−6, 5−7            |
| Finalista  | 7.   | 2 d'agost de 1965      | Hamburg, Alemanya Occidental                                | Terra batuda | Maria Bueno         | Margaret Smith Lesley Turner         | 3−6, 1−6            |
| Finalista  | 8.   | 12 d'abril de 1966     | Ais de Provença, França                                     | Terra batuda | Janine Lieffrig     | Jill Blackman Fay Toyne              | 6−4, 2−6, 5−7       |
| Guanyadora | 3.   | 11 de juliol de 1966   | Gstaad, Suïssa                                              | Terra batuda | Roberta Beltrame    | Helga Schultze Sonja Pachta          | Renúncia            |
| Guanyadora | 4.   | 2 de gener de 1967     | Perth, Austràlia                                            | Gespa        | Gail Sherriff       | Rosie Casals Nancy Richey            | 4−6, 6−4, 6−0       |
| Guanyadora | 5.   | 29 de gener de 1967    | Auckland, Nova Zelanda                                      | Gespa        | Rosie Casals        | Kerry Melville Gail Sherriff         | 6−4, 10−8           |
| Guanyadora | 6.   | 22 de maig de 1967     | Internationaux de France                                    | Terra batuda | Gail Sherriff       | Annette Van Zyl Pat Walkden          | 6−2, 6−2            |
| Finalista  | 9.   | 1 d'agost de 1967      | Hamburg (2)                                                 | Terra batuda | Gail Sherriff       | Judy Tegart Lesley Turner            | 6−8, 1−6            |
| Finalista  | 10.  | 25 de setembre de 1967 | Berkeley, Estats Units                                      | Dura         | Judy Tegart         | Rosie Casals Billie Jean King        | 3−6, 4−6            |
| Guanyadora | 7.   | 27 de maig de 1968     | Internationaux de France (2)                                | Terra batuda | Ann Haydon-Jones    | Rosie Casals Billie Jean King        | 7−5, 4−6, 6−4       |
| Finalista  | 11.  | 10 de juny de 1968     | Beckenham, Regne Unit                                       | Gespa        | Ann Haydon-Jones    | Maria Bueno Margaret Court           | 3−6, 2−6            |
| Finalista  | 12.  | 24 de juny de 1968     | Wimbledon (2)                                               | Gespa        | Ann Haydon-Jones    | Rosie Casals Billie Jean King        | 6−3, 4−6, 5−7       |
| Guanyadora | 8.   | 14 de setembre de 1968 | Los Angeles, Estats Units                                   | Dura         | Ann Haydon-Jones    | Margaret Court Maria Bueno           | 6−3, 6−2            |
| Finalista  | 13.  | 1 de gener de 1969     | Perth                                                       | Gespa        | Ann Haydon-Jones    | Margaret Court Judy Tegart           | 4−6, 4−6            |
| Guanyadora | 9.   | 1 d'abril de 1969      | Johannesburg, Sud-àfrica                                    | Dura         | Ann Haydon-Jones    | Nancy Richey Virginia Wade           | 6−2, 3−6, 6−4       |
| Guanyadora | 10.  | 21 d'abril de 1969     | Roma, Itàlia                                                | Terra batuda | Ann Haydon-Jones    | Rosie Casals Billie Jean King        | 6−3, 3−6, 6−2       |
| Guanyadora | 11.  | 26 de maig de 1969     | Roland Garros (3)                                           | Terra batuda | Ann Haydon-Jones    | Margaret Court Nancy Richey          | 6−0, 4−6, 7−5       |
| Guanyadora | 12.  | 14 de juliol de 1969   | Ais de Provença                                             | Terra batuda | Ann Haydon-Jones    | Junko Sawamatsu Kazuko Sawamatsu     | 6−1, 5−7, 6−0       |
| Finalista  | 14.  | 22 de juliol de 1969   | Gstaad                                                      | Terra batuda | Ann Haydon-Jones    | Rosie Casals Billie Jean King        | 6−8, 3−6            |
| Guanyadora | 13.  | 28 d'agost de 1969     | US Open, Estats Units                                       | Gespa        | Darlene Hard        | Margaret Court Virginia Wade         | 0−6, 6−3, 6−4       |
| Finalista  | 15.  | 22 de setembre de 1969 | Los Angeles                                                 | Dura         | Ann Haydon-Jones    | Rosie Casals Billie Jean King        | 8−6, 6−8, 9−11      |
| Finalista  | 16.  | 23 de novembre de 1969 | Estocolm, Suècia                                            | Moqueta (i)  | Julie Heldman       | Rosie Casals Billie Jean King        | 4−6, 4−6            |
| Finalista  | 17.  | 20 d'abril de 1970     | Roma                                                        | Terra batuda | Virginia Wade       | Rosie Casals Billie Jean King        | 2−6, 6−3, 7−9       |
| Guanyadora | 14.  | 26 de maig de 1970     | Roland Garros (4)                                           | Terra batuda | Gail Sherriff       | Rosie Casals Billie Jean King        | 6−1, 3−6, 6−3       |
| Finalista  | 18.  | 22 de juny de 1970     | Wimbledon (3)                                               | Gespa        | Virginia Wade       | Rosie Casals Billie Jean King        | 2−6, 3−6            |
| Guanyadora | 15.  | 13 de juliol de 1970   | Gstaad (2)                                                  | Terra batuda | Rosie Casals        | Helga Masthoff Betty Stöve           | 6−2, 6−2            |
| Guanyadora | 16.  | 3 d'agost de 1970      | Haverford, Estats Units                                     | Gespa        | Gail Sherriff       | Mary-Ann Eisel Valerie Ziegenfuss    | 6−3, 6−2            |
| Finalista  | 19.  | 24 d'agost de 1970     | South Orange, Estats Units                                  | Gespa        | Gail Sherriff       | Rosie Casals Virginia Wade           | 3−6, 4−6            |
| Finalista  | 20.  | 14 de setembre de 1970 | Charlotte, Estats Units                                     | Terra batuda | Nancy Richey        | Margaret Court Virginia Wade         | 1−10                |
| Guanyadora | 17.  | 13 d'octubre de 1970   | Edimburg, Regne Unit                                        | Moqueta (i)  | Patti Hogan         | Betty Stöve Sharon Walsh             | 10−8, 3−6, 11−9     |
| Finalista  | 21.  | 20 d'octubre de 1970   | Stalybridge, Regne Unit                                     | Moqueta (i)  | Betty Stöve         | Ann Haydon-Jones Virginia Wade       | 4−6, 3−6            |
| Finalista  | 22.  | 27 d'octubre de 1970   | Aberavon, Regne Unit                                        | Moqueta (i)  | Betty Stöve         | Ann Haydon-Jones Virginia Wade       | 4−6, 3−6            |
| Finalista  | 23.  | 6 de gener de 1971     | San Francisco, Estats Units                                 | Dura (i)     | Ann Haydon-Jones    | Billie Jean King Rosie Casals        | 4−6, 7−6, 1−6       |
| Finalista  | 24.  | 14 de gener de 1971    | Long Beach, Estats Units                                    | Dura         | Ann Haydon-Jones    | Billie Jean King Rosie Casals        | 5−7, 3−6            |
| Finalista  | 25.  | 21 de gener de 1971    | Milwaukee, Estats Units                                     |              | Ann Haydon-Jones    | Billie Jean King Rosie Casals        | 3−6, 6−1, 2−6       |
| Finalista  | 26.  | 4 de febrer de 1971    | Chattanooga, Estats Units                                   |              | Ann Haydon-Jones    | Billie Jean King Rosie Casals        | 4−6, 5−7            |
| Finalista  | 27.  | 26 de febrer de 1971   | Winchester, Estats Units                                    |              | Ann Haydon-Jones    | Billie Jean King Rosie Casals        | 4−6, 5−7            |
| Guanyadora | 18.  | 28 de març de 1971     | San Juan, Puerto Rico                                       | Dura         | Ann Haydon-Jones    | Karen Krantzcke Kerry Melville       | 7−6, 6−3            |
| Guanyadora | 19.  | 5 d'abril de 1971      | Saint Petersburg, Estats Units                              | Terra batuda | Ann Haydon-Jones    | Judy Tegart-Dalton Julie Heldman     | 7−6, 3−6, 6−3       |
| Guanyadora | 20.  | 12 d'abril de 1971     | Las Vegas, Estats Units                                     |              | Ann Haydon-Jones    | Rosie Casals Billie Jean King        | 0−6, 6−2, 6−4       |
| Finalista  | 28.  | 22 d'abril de 1971     | San Diego, Estats Units                                     | Dura         | Judy Tegart-Dalton  | Billie Jean King Rosie Casals        | 7−6, 2−6, 3−6       |
| Guanyadora | 21.  | 17 de maig de 1971     | Bournemouth, Regne Unit                                     | Terra batuda | Mary-Ann Eisel      | Margaret Court Evonne Goolagong      | 6−3, 5−7, 6−4       |
| Guanyadora | 22.  | 24 de maig de 1971     | Roland Garros (5)                                           | Terra batuda | Gail Sherriff       | Helen Gourlay Kerry Harris           | 6−4, 6−1            |
| Guanyadora | 23.  | 7 de juny de 1971      | Nottingham, Regne Unit                                      | Gespa        | Julie Heldman       | Ana María Arias Raquel Giscafré      | 6−0, 6−3            |
| Finalista  | 29.  | 5 de juliol de 1971    | Gstaad (2)                                                  | Terra batuda | Lea Pericoli        | Brenda Kirk Laura Rossouw            | 6−8, 3−6            |
| Finalista  | 30.  | 28 de juliol de 1971   | Venècia, Itàlia                                             | Terra batuda | Gail Sherriff       | Rosie Casals Judy Tegart-Dalton      | 6−3, 4−6, 4−6       |
| Finalista  | 31.  | 2 d'agost de 1971      | Houston, Estats Units                                       | Moqueta (i)  | Judy Tegart-Dalton  | Rosie Casals Billie Jean King        | 3−6, 6−1, 2−6       |
| Guanyadora | 24.  | 9 d'agost de 1971      | Toronto, Canadà                                             | Terra batuda | Rosie Casals        | Lesley Turner Evonne Goolagong       | 6−3, 6−2            |
| Guanyadora | 25.  | 16 d'agost de 1971     | Chicago, Estats Units                                       | Moqueta (i)  | Judy Tegart-Dalton  | Rosie Casals Billie Jean King        | 6−4, 7−6            |
| Guanyadora | 26.  | 28 d'agost de 1971     | Newport, Estats Units                                       | Gespa        | Judy Tegart-Dalton  | Kerry Harris Kerry Melville          | 6−2, 6−1            |
| Finalista  | 32.  | 1 de setembre de 1971  | US Open                                                     | Gespa        | Gail Sherriff       | Rosie Casals Judy Tegart-Dalton      | 3−6, 3−6            |
| Guanyadora | 27.  | 14 de setembre de 1971 | Louisville, Estats Units                                    | Terra batuda | Judy Tegart-Dalton  | Kerry Melville Betty Stöve           | 2−6, 6−4, 6−3       |
| Finalista  | 33.  | 20 de setembre de 1971 | Los Angeles (2)                                             | Dura         | Judy Tegart-Dalton  | Rosie Casals Billie Jean King        | 3−6, 2−6            |
| Finalista  | 34.  | 27 de setembre de 1971 | Phoenix, Estats Units                                       | Dura (i)     | Judy Tegart-Dalton  | Rosie Casals Billie Jean King        | 3−6, 2−6            |
| Guanyadora | 28.  | 19 d'octubre de 1971   | Billingham, Regne Unit                                      | Moqueta (i)  | Virginia Wade       | Evonne Goolagong Julie Heldman       | 6−3, 4−6, 6−2       |
| Guanyadora | 29.  | 23 d'octubre de 1971   | Londres, Regne Unit                                         | Dura (i)     | Virginia Wade       | Evonne Goolagong Julie Heldman       | 3−6, 7−5, 6−3       |
| Finalista  | 35.  | 8 de novembre de 1971  | Torquay, Regne Unit                                         | Moqueta (i)  | Virginia Wade       | Evonne Goolagong Julie Heldman       | 6−7, 4−6            |
| Finalista  | 36.  | 18 de novembre de 1971 | Dewar Cup Final, Londres, Regne Unit                        | Moqueta (i)  | Virginia Wade       | Evonne Goolagong Julie Heldman       | 5−7, 4−6            |
| Guanyadora | 30.  | 27 de novembre de 1971 | Aberavon, Regne Unit                                        | Moqueta (i)  | Virginia Wade       | Evonne Goolagong Julie Heldman       | 7−5, 6−4            |
| Finalista  | 37.  | 1 de desembre de 1971  | Christchurch, Nova Zelanda                                  | Gespa        | Judy Tegart-Dalton  | Rosie Casals Billie Jean King        | 3−6, 8−9            |
| Finalista  | 38.  | 12 de gener de 1972    | San Francisco (2)                                           | Dura         | Judy Tegart-Dalton  | Rosie Casals Virginia Wade           | 3−6, 7−5, 2−6       |
| Finalista  | 39.  | 24 de gener de 1972    | Hingham, Estats Units                                       | Moqueta (i)  | Judy Tegart-Dalton  | Rosie Casals Virginia Wade           | 6−2, 3−6, 6−7(4)    |
| Guanyadora | 31.  | 1 de febrer de 1972    | Fort Lauderdale, Estats Units                               | Terra batuda | Judy Tegart-Dalton  | Nancy Richey-Gunter Virginia Wade    | 6−3, 6−2            |
| Finalista  | 40.  | 16 de febrer de 1972   | Oklahoma City, Estats Units                                 | Moqueta (i)  | Judy Tegart-Dalton  | Rosie Casals Billie Jean King        | 7−6(4), 6−7(2), 2−6 |
| Finalista  | 41.  | 24 de febrer de 1972   | Bethesda, Estats Units                                      | Moqueta (i)  | Judy Tegart-Dalton  | Wendy Overton Valerie Ziegenfuss     | 5−7, 2−6            |
| Guanyadora | 32.  | 28 de febrer de 1972   | Birmingham, Estats Units                                    | Moqueta (i)  | Judy Tegart-Dalton  | Rosie Casals Kerry Melville          | 6−1, 6−1            |
| Finalista  | 42.  | 6 de març de 1972      | Dallas, Estats Units                                        | Moqueta (i)  | Judy Tegart-Dalton  | Rosie Casals Billie Jean King        | 3−6, 6−4, 5−7       |
| Finalista  | 43.  | 11 d'abril de 1972     | Saint Petersburg                                            | Terra batuda | Judy Tegart-Dalton  | Karen Krantzcke Wendy Overton        | 5−7, 4−6            |
| Finalista  | 44.  | 17 d'abril de 1972     | Tucson, Estats Units                                        | Dura         | Judy Tegart-Dalton  | Kerry Harris Karen Krantzcke         | 3−6, 7−6, 3−6       |
| Finalista  | 45.  | 1 de maig de 1972      | Indianapolis, Estats Units                                  | Moqueta (i)  | Judy Tegart-Dalton  | Rosie Casals Karen Krantzcke         | 2−6, 3−6            |
| Finalista  | 46.  | 19 de juny de 1972     | Eastbourne, Regne Unit                                      | Gespa        | Judy Tegart-Dalton  | Lesley Hunt Betty Stöve              | 4−6, 8−6, 3−6       |
| Finalista  | 47.  | 26 de juny de 1972     | Wimbledon (4)                                               | Gespa        | Judy Tegart-Dalton  | Billie Jean King Betty Stöve         | 2−6, 6−4, 3−6       |
| Guanyadora | 33.  | 1 d'agost de 1972      | Columbus, Estats Units                                      | Terra batuda | Helen Gourlay       | Kerry Harris Kerry Melville          | 6−4, 6−3            |
| Guanyadora | 34.  | 14 d'agost de 1972     | Denver, Estats Units                                        | Dura         | Lesley Hunt         | Helen Gourlay Karen Krantzcke        | 6−0, 6−3            |
| Guanyadora | 35.  | 28 d'agost de 1972     | US Open (2)                                                 | Gespa        | Betty Stöve         | Margaret Court Virginia Wade         | 6−3, 1−6, 6−3       |
| Finalista  | 48.  | 12 de setembre de 1972 | Charlotte (2)                                               | Terra batuda | Betty Stöve         | Margaret Court Lesley Hunt           | Renúncia            |
| Finalista  | 49.  | 27 de setembre de 1972 | Phoenix (2)                                                 | Dura         | Betty Stöve         | Rosie Casals Wendy Overton           | 4−6, 3−6            |
| Guanyadora | 36.  | 5 de febrer de 1973    | Miami Beach, Estats Units                                   | Terra batuda | Betty Stöve         | Rosie Casals Billie Jean King        | 4−6, 6−2, 6−3       |
| Finalista  | 50.  | 2 d'abril de 1973      | Filadèlfia, Estats Units                                    | Dura (i)     | Betty Stöve         | Margaret Court Lesley Hunt           | 1−6, 6−3, 2−6       |
| Finalista  | 51.  | 4 d'abril de 1973      | Boston, Estats Units                                        | Dura (i)     | Betty Stöve         | Rosie Casals Billie Jean King        | 4−6, 2−6            |
| Finalista  | 52.  | 16 d'abril de 1973     | Jacksonville, Estats Units                                  | Terra batuda | Betty Stöve         | Rosie Casals Billie Jean King        | 6−7, 7−5, 3−6       |
| Guanyadora | 37.  | 30 d'abril de 1973     | Hilton Head, Estats Units                                   | Terra batuda | Betty Stöve         | Rosie Casals Billie Jean King        | 3−6, 6−4, 6−3       |
| Finalista  | 53.  | 21 de maig de 1973     | Roland Garros (2)                                           | Terra batuda | Betty Stöve         | Margaret Court Virginia Wade         | 6−2, 6−3            |
| Finalista  | 54.  | 3 de juny de 1973      | Mobile, Estats Units                                        |              | Valerie Ziegenfuss  | Rosie Casals Billie Jean King        | 3−6, 6−4, 2−6       |
| Finalista  | 55.  | 18 de juny de 1973     | Londres, Regne Unit                                         | Gespa        | Betty Stöve         | Rosie Casals Billie Jean King        | 6−4, 3−6, 5−7       |
| Finalista  | 56.  | 25 de juny de 1973     | Wimbledon (5)                                               | Gespa        | Betty Stöve         | Rosie Casals Billie Jean King        | 1−6, 6−4, 5−7       |
| Finalista  | 57.  | 30 de juliol de 1973   | Denver                                                      | Dura         | Betty Stöve         | Rosie Casals Billie Jean King        | 2−3, no finalitzat  |
| Guanyadora | 38.  | 6 d'agost de 1973      | Nashville, Estats Units                                     | Terra batuda | Betty Stöve         | Karen Krantzcke Janet Newberry       | 6−4, 6−7, 6−1       |
| Guanyadora | 39.  | 13 d'agost de 1973     | Wall Township, Estats Units                                 | Dura         | Betty Stöve         | Julie Anthony Mona Schallau          | 6−4, 6−4            |
| Guanyadora | 40.  | 19 d'agost de 1973     | Newport (2)                                                 | Gespa        | Betty Stöve         | Janet Newberry Pam Teeguarden        | 6−4, 6−3            |
| Finalista  | 58.  | 17 de setembre de 1973 | Houston (2)                                                 | Moqueta (i)  | Betty Stöve         | Mona Schallau Pam Teeguarden         | 3−6, 7−5, 4−6       |
| Guanyadora | 41.  | 24 de setembre de 1973 | Columbus (2)                                                | Terra batuda | Betty Stöve         | Mona Schallau Pam Teeguarden         | 7−5, 7−5            |
| Finalista  | 59.  | 15 d'octubre de 1973   | Virginia Slims Championships, Boca Raton, Estats Units      | Terra batuda | Betty Stöve         | Rosie Casals Margaret Court          | 2−6, 4−6            |
| Finalista  | 60.  | 23 de novembre de 1973 | Baltimore, Estats Units                                     | Moqueta (i)  | Betty Stöve         | Rosie Casals Billie Jean King        | 6−3, 4−6, 2−6       |
| Finalista  | 61.  | 13 de gener de 1974    | San Francisco (3)                                           | Moqueta (i)  | Betty Stöve         | Chris Evert Billie Jean King         | 4−6, 2−6            |
| Finalista  | 62.  | 28 de gener de 1974    | Fairfax, Estats Units                                       | Moqueta (i)  | Kerry Harris        | Billie Jean King Betty Stöve         | 1−6, 7−6, 5−7       |
| Guanyadora | 42.  | 4 de febrer de 1974    | Fort Lauderdale (2)                                         | Terra batuda | Betty Stöve         | Patti Hogan Sharon Walsh             | 6−3, 6−2            |
| Finalista  | 63.  | 20 de febrer de 1974   | Detroit, Estats Units                                       | Moqueta (i)  | Betty Stöve         | Rosie Casals Billie Jean King        | 6−2, 4−6, 5−7       |
| Finalista  | 64.  | 25 de febrer de 1974   | Chicago                                                     | Moqueta (i)  | Betty Stöve         | Chris Evert Billie Jean King         | 6−3, 4−6, 4−6       |
| Finalista  | 65.  | 26 d'agost de 1974     | US Open (2)                                                 | Gespa        | Betty Stöve         | Rosie Casals Billie Jean King        | 6−7, 7−6, 4−6       |
| Guanyadora | 43.  | 16 de setembre de 1974 | Orlando, Estats Units                                       | Moqueta (i)  | Betty Stöve         | Rosie Casals Billie Jean King        | 6−3, 6−7, 6−4       |
| Guanyadora | 44.  | 23 de setembre de 1974 | Denver (2)                                                  | Moqueta (i)  | Betty Stöve         | Mona Schallau Pam Teeguarden         | 6−2, 7−5            |
| Guanyadora | 45.  | 7 d'octubre de 1974    | Phoenix                                                     | Dura         | Betty Stöve         | Mona Schallau Pam Teeguarden         | 6−3, 5−7, 6−3       |
| Finalista  | 66.  | 14 d'octubre de 1974   | Virginia Slims Championships, Los Angeles, Estats Units (2) | Moqueta (i)  | Betty Stöve         | Rosie Casals Margaret Court          | 1−6, 7−6, 5−7       |
| Guanyadora | 46.  | 27 de gener de 1975    | Fairfax                                                     | Moqueta (i)  | Betty Stöve         | Helen Gourlay Kerry Melville         | 6−3, 6−4            |
| Guanyadora | 47.  | 3 de febrer de 1975    | Akron, Estats Units                                         | Moqueta (i)  | Betty Stöve         | Chris Evert Martina Navrátilová      | 7−5, 7−6            |
| Finalista  | 67.  | 17 de febrer de 1975   | Detroit (2)                                                 | Moqueta (i)  | Betty Stöve         | Lesley Hunt Martina Navrátilová      | 6−2, 5−7, 2−6       |
| Guanyadora | 48.  | 10 de març de 1975     | Houston                                                     | Moqueta (i)  | Betty Stöve         | Evonne Goolagong Virginia Wade       | 2−6, 6−3, 7−6       |
| Guanyadora | 49.  | 17 de març de 1975     | Dallas                                                      | Moqueta (i)  | Betty Stöve         | Julie Anthony Mona Schallau          | 7−6, 6−2            |
| Finalista  | 68.  | 23 de juny de 1975     | Wimbledon (6)                                               | Gespa        | Betty Stöve         | Ann Kiyomura Kazuko Sawamatsu        | 5−7, 6−1, 5−7       |
| Finalista  | 69.  | 15 de setembre de 1975 | Atlanta, Estats Units                                       | Moqueta (i)  | Betty Stöve         | Chris Evert Martina Navrátilová      | 4−6, 7−5, 2−6       |
| Guanyadora | 50.  | 22 de setembre de 1975 | Denver (3)                                                  | Moqueta (i)  | Betty Stöve         | Rosie Casals Martina Navrátilová     | 3−6, 6−1, 7−6       |
| Guanyadora | 51.  | 6 d'octubre de 1975    | Phoenix (2)                                                 | Dura         | Betty Stöve         | Rosie Casals Martina Navrátilová     | 6−7, 6−4, 6−0       |
| Guanyadora | 52.  | 27 d'octubre de 1975   | Estocolm                                                    | Moqueta (i)  | Betty Stöve         | Evonne Goolagong Virginia Wade       | 6−3, 6−4            |
| Guanyadora | 53.  | 5 de novembre de 1975  | París, França                                               | Moqueta (i)  | Betty Stöve         | Evonne Goolagong Virginia Wade       | 2−6, 6−0, 6−3       |
| Guanyadora | 54.  | 10 de novembre de 1975 | Dewar Cup Final, Edimburg, Regne Unit                       | Moqueta (i)  | Betty Stöve         | Evonne Goolagong Virginia Wade       | 6−4, 7−6            |
| Guanyadora | 55.  | 24 de novembre de 1975 | Osaka, Japó                                                 | Moqueta (i)  | Rosie Casals        | Jeanne Evert Olga Morozova           | 6−3, 6−3            |
| Guanyadora | 56.  | 12 de gener de 1976    | Houston (2)                                                 | Moqueta (i)  | Rosie Casals        | Chris Evert Martina Navrátilová      | 6−0, 7−5            |
| Finalista  | 70.  | 1 de març de 1976      | San Francisco (4)                                           | Moqueta (i)  | Rosie Casals        | Billie Jean King Betty Stöve         | 4−6, 1−6            |
| Finalista  | 71.  | 22 de març de 1976     | Boston (2)                                                  | Moqueta (i)  | Rosie Casals        | Mona Guerrant Ann Kiyomura           | 6−3, 1−6, 5−7       |
| Finalista  | 72.  | 29 de març de 1976     | Filadèlfia (2)                                              | Moqueta (i)  | Rosie Casals        | Billie Jean King Betty Stöve         | 6−7(4), 4−6         |
| Guanyadora | 57.  | 13 de setembre de 1976 | Atlanta                                                     | Moqueta (i)  | Rosie Casals        | Betty Stöve Virginia Wade            | 6−0, 6−4            |
| Finalista  | 73.  | 25 de novembre de 1976 | Osaka (2)                                                   | Moqueta (i)  | Rosie Casals        | Sue Barker Ann Kiyomura              | 6−4, 3−6, 1−6       |
| Finalista  | 74.  | 29 de novembre de 1976 | Sydney, Austràlia                                           | Gespa        | Ann Kiyomura        | Martina Navrátilová Betty Stöve      | 3−6, 5−7            |
| Finalista  | 75.  | 31 de gener de 1977    | Seattle, Estats Units                                       | Moqueta (i)  | Martina Navrátilová | Rosie Casals Chris Evert             | 4−6, 6−3, 3−6       |
| Guanyadora | 58.  | 14 de març de 1977     | Filadèlfia                                                  | Dura (i)     | Virginia Wade       | Betty Stöve Martina Navrátilová      | 6−4, 4−6, 6−4       |
| Finalista  | 76.  | 28 de març de 1977     | Hilton Head                                                 | Terra batuda | Virginia Wade       | Rosie Casals Chris Evert             | 4−6, 2−6            |
| Finalista  | 77.  | 4 d'abril de 1977      | Bridgestone Doubles, Tòquio, Japó                           |              | Virginia Wade       | Martina Navrátilová Betty Stöve      | 5−7, 3−6            |
| Guanyadora | 59.  | 1 de novembre de 1977  | Colgate Series Championships, Palm Springs, Estats Units    | Dura         | Virginia Wade       | Helen Cawley Joanne Russell          | 6−1, 4−6, 6−4       |
| Finalista  | 78.  | 9 de gener de 1978     | Hollywood, Estats Units                                     | Moqueta (i)  | Virginia Wade       | Rosie Casals Wendy Turnbull          | 2−6, 4−6            |
| Finalista  | 79.  | 20 de març de 1978     | Filadèlfia (3)                                              | Dura (i)     | Virginia Wade       | Kerry Reid Wendy Turnbull            | 3−6, 5−7            |
| Finalista  | 80.  | 3 d'abril de 1978      | Bridgestone Doubles, Salt Lake City, Estats Units (2)       | Moqueta (i)  | Virginia Wade       | Billie Jean King Martina Navrátilová | 4−7, 4−6            |
| Finalista  | 81.  | 11 de setembre de 1978 | San Antonio, Estats Units                                   |              | Laura duPont        | Ilana Kloss Marise Kruger            | 1−6, 4−6            |
| Guanyadora | 60.  | 25 de setembre de 1978 | Atlanta (2)                                                 | Moqueta (i)  | Virginia Wade       | Martina Navrátilová Anne Smith       | 4−6, 6−2, 6−4       |
| Guanyadora | 61.  | 30 d'octubre de 1978   | Buenos Aires, Argentina                                     | Terra batuda | Valerie Ziegenfuss  | Laura duPont Regina Maršíková        | 1−6, 6−4, 6−3       |
| Guanyadora | 62.  | 5 de febrer de 1979    | Seattle                                                     | Moqueta (i)  | Betty Stöve         | Sue Barker Ann Kiyomura              | 7−6(4), 4−6, 6−4    |
| Guanyadora | 63.  | 5 de març de 1979      | Filadèlfia (2)                                              | Dura (i)     | Betty Stöve         | Renée Richards Ann Kiyomura          | 6−4, 6−2            |
| Guanyadora | 64.  | 19 de març de 1979     | Avon Circuit Championships, Nova York, Estats Units (2)     | Moqueta (i)  | Betty Stöve         | Sue Barker Ann Kiyomura              | 7−6, 7−6            |
| Guanyadora | 65.  | 4 d'abril de 1979      | Bridgestone Doubles, Tòquio                                 | Moqueta (i)  | Betty Stöve         | Sue Barker Ann Kiyomura              | 7−5, 7−6            |
| Finalista  | 82.  | 9 d'abril de 1979      | Hilton Head (2)                                             | Terra batuda | Betty Stöve         | Rosie Casals Martina Navrátilová     | 4−6, 5−7            |
| Finalista  | 83.  | 28 de maig de 1979     | Roland Garros (3)                                           | Terra batuda | Virginia Wade       | Betty Stöve Wendy Turnbull           | 6−3, 5−7, 4−6       |
| Finalista  | 84.  | 26 de novembre de 1979 | Johannesburg                                                | Dura         | Marise Kruger       | Lesley Charles Tanya Harford         | 1−6, 3−6            |

### Dobles mixts: 11 (5−6)
| Títols per superfície |
| --------------------- |
| Dura (1−0)            |
| Gespa (1−2)           |
| Terra batuda (3−4)    |

| Resultat   | Núm. | Data                  | Torneig                          | Superfície   | Parella             | Oponents                       | Marcador      |
| ---------- | ---- | --------------------- | -------------------------------- | ------------ | ------------------- | ------------------------------ | ------------- |
| Finalista  | 1.   | 8 de desembre de 1966 | Adelaida, Austràlia              | Gespa        | Claude De Gronckel  | Judy Tegart Tony Roche         | 4−6, 5−7      |
| Finalista  | 2.   | 2 de maig de 1967     | Roma, Itàlia                     | Terra batuda | Frew McMillan       | Lesley Turner Bill Bowrey      | 2−6, 5−7      |
| Guanyadora | 1.   | 27 de maig de 1968    | Internationaux de France, França | Terra batuda | Jean-Claude Barclay | Billie Jean King Owen Davidson | 6−1, 6−4      |
| Finalista  | 3.   | 26 de maig de 1969    | Roland Garros                    | Terra batuda | Jean-Claude Barclay | Margaret Court Marty Riessen   | 3−6, 2−6      |
| Finalista  | 4.   | 28 d'agost de 1969    | US Open, Estats Units            | Gespa        | Dennis Ralston      | Margaret Court Marty Riessen   | 4−6, 5−7      |
| Finalista  | 5.   | 26 de maig de 1970    | Roland Garros (2)                | Terra batuda | Jean-Claude Barclay | Billie Jean King Bob Hewitt    | 6−3, 4−6, 2−6 |
| Guanyadora | 2.   | 2 de novembre de 1970 | Torquay, Regne Unit              | Dura (i)     | Paul Hutchins       | Sharon Walsh Ilie Năstase      | 6−2, 6−4      |
| Guanyadora | 3.   | 24 de maig de 1971    | Roland Garros (2)                | Terra batuda | Jean-Claude Barclay | Winnie Shaw Toomas Leius       | 6−2, 6−4      |
| Finalista  | 6.   | 22 de maig de 1972    | Roland Garros (3)                | Terra batuda | Jean-Claude Barclay | Evonne Goolagong Kim Warwick   | 2−6, 4−6      |
| Guanyadora | 4.   | 21 de maig de 1973    | Roland Garros (3)                | Terra batuda | Jean-Claude Barclay | Betty Stöve Patrice Dominguez  | 6−1, 6−4      |
| Guanyadora | 5.   | 21 de juny de 1976    | Wimbledon, Regne Unit            | Gespa        | Tony Roche          | Rosemary Casals Dick Stockton  | 6−3, 2−6, 7−5 |

## Trajectòria

### Individual
| Open d'Austràlia | A  | A  | A  | A  | A  | QF | A  | QF | A  | 2R | A  | A  | A  | A  | A  | A  | A  | A  | A  | A  | A  | 0 / 3  | 6−3   |
| Roland Garros | 3R | 3R | 4R | 4R | 2R | QF | QF | G  | 4R | 3R | 3R | QF | SF | SF | A  | A  | A  | A  | A  | A  | 1R | 1 / 15 | 40−15 |
| Wimbledon | A  | A  | A  | 2R | 2R | 4R | QF | 3R | QF | 3R | SF | QF | QF | 4R | 3R | 2R | 4R | 3R | 3R | 3R | 2R | 0 / 17 | 35−17 |
| US Open | A  | A  | 3R | A  | 3R | QF | QF | SF | 3R | 3R | QF | 3R | 3R | 1R | 2R | 2R | 4R | 1R | 1R | A  | 1R | 0 / 16 | 28−16 |
| Llegenda: G: Guanyadora; F: Finalista; SF: Semifinalista; QF: Quarts de final; Q: Qualificació; A: Absent; RR: Round Robin; |    |    |    |    |    |    |    |    |    |    |    |    |    |    |    |    |    |    |    |    |    |        |       |

### Dobles femenins
| Torneig | 1960 | 1961 | 1962 | 1963 | 1964 | 1965 | 1966 | 1967 | 1968 | 1969 | 1970 | 1971 | 1972 | 1973 | 1974 | 1975 | 1976 | 1977 | 1977 | 1978 | 1979 | 1980 | 1981 | 1982 | 1983 | 1984 | Títols | V − D |
| --- | ---- | ---- | ---- | ---- | ---- | ---- | ---- | ---- | ---- | ---- | ---- | ---- | ---- | ---- | ---- | ---- | ---- | ---- | ---- | ---- | ---- | ---- | ---- | ---- | ---- | ---- | ------ | ----- |
| Open d'Austràlia | A    | A    | A    | A    | A    | QF   | A    | QF   | A    | SF   | A    | A    | A    | A    | A    | A    | A    | A    | A    | A    | A    | A    | A    | A    | A    | A    | 0 / 3  | 5−3   |
| Roland Garros | 2R   | 2R   | QF   | QF   | 1R   | F    | QF   | G    | G    | G    | G    | G    | SF   | F    | A    | A    | A    | A    | A    | A    | F    | 1R   | 2R   | A    | A    | 2R   | 5 / 18 | 43−12 |
| Wimbledon | A    | A    | A    | 1R   | 2R   | F    | 1R   | QF   | F    | 3R   | F    | SF   | F    | F    | QF   | F    | QF   | SF   | SF   | SF   | SF   | A    | A    | A    | A    | A    | 0 / 17 | 51−17 |
| US Open | A    | A    | A    | A    | A    | A    | SF   | A    | SF   | G    | SF   | F    | G    | QF   | F    | SF   | QF   | QF   | QF   | SF   | 1R   | A    | A    | A    | A    | A    | 2 / 13 | 39−11 |
| Llegenda: G: Guanyadora; F: Finalista; SF: Semifinalista; QF: Quarts de final; Q: Qualificació; A: Absent; RR: Round Robin; |      |      |      |      |      |      |      |      |      |      |      |      |      |      |      |      |      |      |      |      |      |      |      |      |      |      |        |       |

### Dobles mixts
| Open d'Austràlia | A  | A  | A  | A  | QF | A  | SF | A  | 1R | No disputat | No disputat | No disputat | No disputat | No disputat | No disputat | No disputat | No disputat | No disputat | No disputat | No disputat | No disputat | 0 / 3  | 4−3   |
| Roland Garros | 3R | 1R | 2R | 1R | A  | SF | QF | 2R | G  | F           | F           | G           | F           | G           | A           | A           | A           | A           | A           | QF          | QF          | 3 / 15 | 40−10 |
| Wimbledon | A  | A  | A  | 1R | 4R | QF | SF | 3R | 2R | 1R          | 2R          | 2R          | 3R          | 4R          | SF          | 3R          | G           | 3R          | SF          | 2R          | A           | 1 / 17 | 29−16 |
| US Open | A  | A  | A  | A  | A  | QF | 2R | A  | A  | F           | SF          | 2R          | 3R          | QF          | A           | 2R          | QF          | 1R          | QF          | QF          | A           | 0 / 10 | 20−10 |
| Llegenda: G: Guanyadora; F: Finalista; SF: Semifinalista; QF: Quarts de final; Q: Qualificació; A: Absent; RR: Round Robin; |    |    |    |    |    |    |    |    |    |             |             |             |             |             |             |             |             |             |             |             |             |        |       |

## Guardons
- Cavaller de la Legió d'Honor (2023)
- Oficial de l'Orde Nacional del Mèrit (2009)[2]